# Збієво-Кольонія
Збієво-Кольонія (пол. Zbijewo-Kolonia) — село в Польщі, у гміні Пшедеч Кольського повіту Великопольського воєводства.
Населення — 60 осіб (2011).
У 1975-1998 роках село належало до Конінського воєводства.

## Демографія
Демографічна структура станом на 31 березня 2011 року:
|          | Загалом | Допрацездатний вік | Працездатний вік | Постпрацездатний вік |
| -------- | ------- | ------------------ | ---------------- | -------------------- |
| Чоловіки | 25      | 4                  | 17               | 4                    |
| Жінки    | 35      | 12                 | 19               | 4                    |
| Разом    | 60      | 16                 | 36               | 8                    |